# 愛知県道257号岡田新知線
愛知県道257号岡田新知線（あいちけんどう257ごう おかだしんちせん）は、愛知県知多市内を通る一般県道である。2015年3月31日に廃止された。

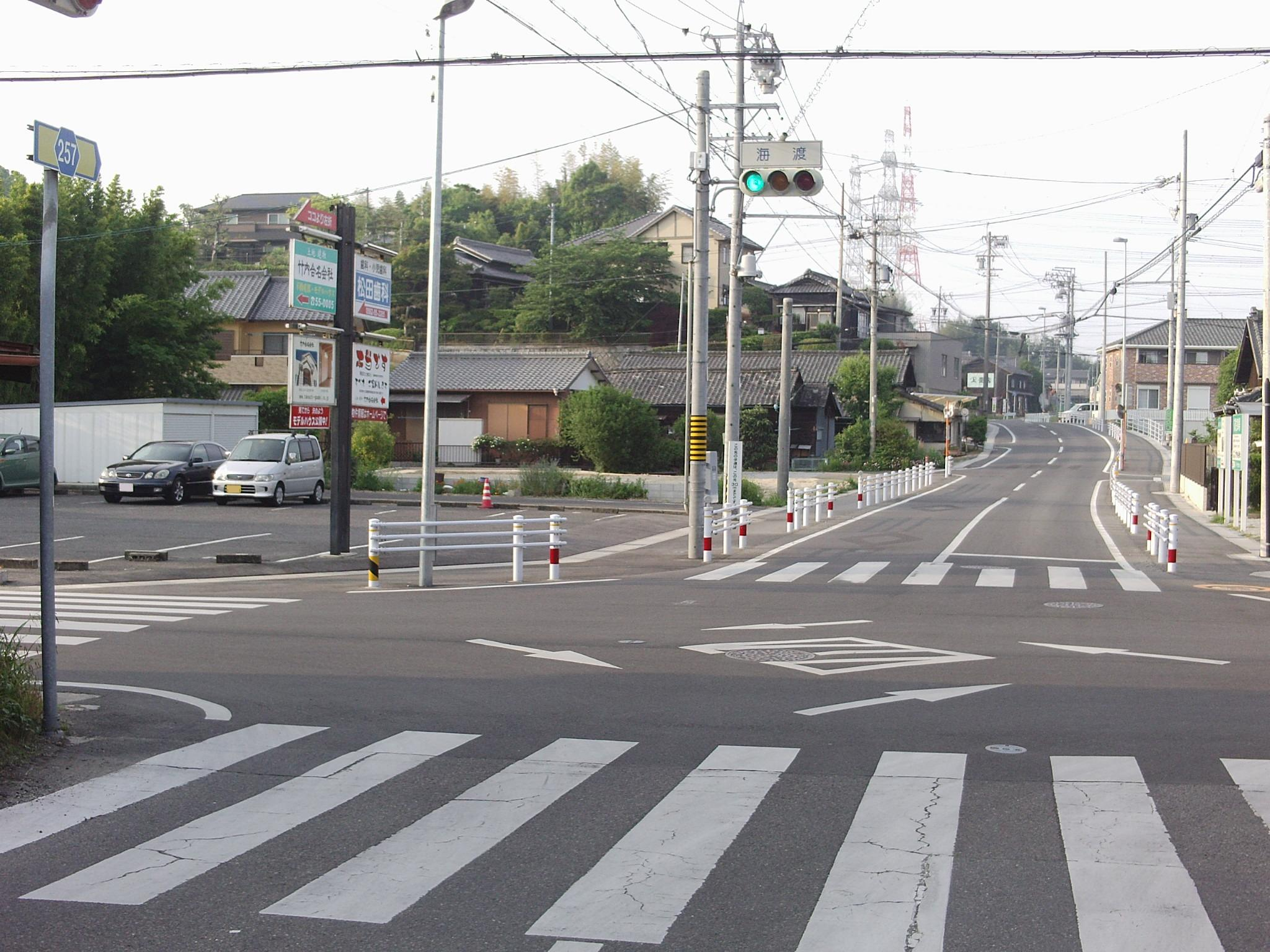
起点の岡田。この先、両脇に藪が迫る道路であったものが、2車線の道路に拡幅された。

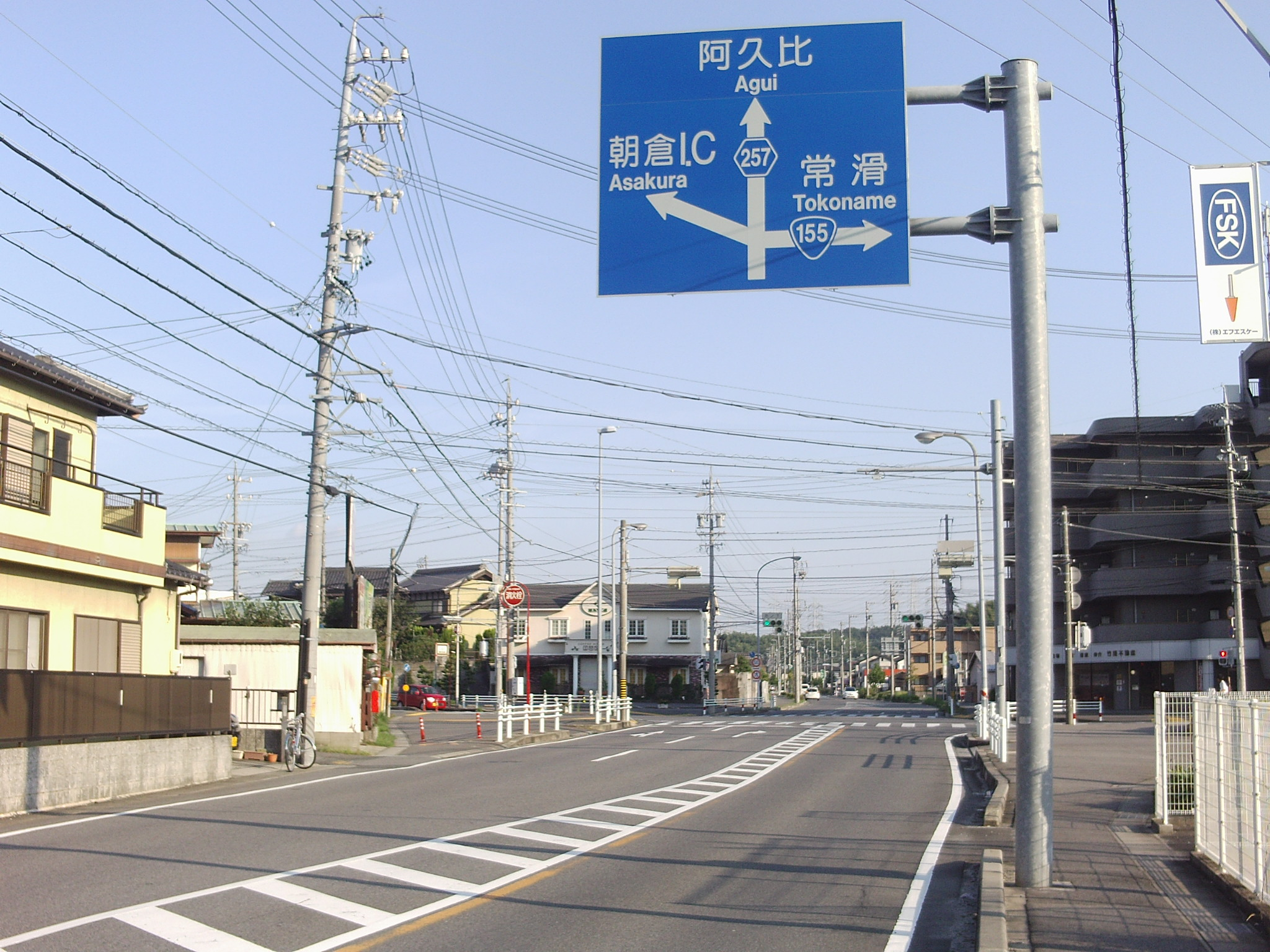
新知。県道沿線は雑木林の残る丘陵地帯であったが、知多新知東部土地区画整理事業により急激に宅地化が進んだ。

## 概要
かつては全線1.5車線であったが、新知地区と岡田地区の区画整理に伴い改良され、現在は全線2車線である。

### 路線データ
- 起点：愛知県知多市岡田（愛知県道252号大府常滑線交点）
- 終点：愛知県知多市新知（国道155号交点）

## 沿革
- 1959年12月15日：認定
- 2015年3月31日：廃止[1]

## 通過する自治体
- 愛知県
  - 知多市

## 接続する道路
- 愛知県道252号大府常滑線（旧愛知県道46号西尾知多線：海渡交差点）
- 国道155号（常滑街道）（坊ノ下交差点）

## 周辺
- 知多市立岡田西保育園
- 知多市立中部中学校